# Boise
Boise ([ˈbɔɪsiː]) è una città (city) degli Stati Uniti d'America, capoluogo della contea di Ada e capitale e città più popolosa dello Stato dell'Idaho.

## Etimologia e storia
Le fonti a disposizione differiscono molto circa l'origine del nome. Uno dei tanti documenti menziona il capitano della marina americana Benjamin Bonneville come fonte. Dopo aver percorso svariati sentieri sterrati in zone aride, il suo gruppo era all'attenta ricerca di un punto panoramico dal quale poter ammirare l'intera vallata del fiume Boise. Il luogo dove giunsero prese il nome di Bonneville Point, situato sulla ferrovia Oregon Trail ad est della città. Secondo la storia, una guida in lingua francese, sopraffatta dalla vista mozzafiato del fiume dalle acque verdi, gridò le bois, le bois! ovvero Il bosco, il bosco!, dato che i boschi sono colorati di verde. Si crede che il nome derivi da bois e dunque bosco, con una pronuncia poi passata all'inglese e divenuta l'attuale Boise pronunciato con una i finale.
Per altre fonti, il nome potrebbe derivare da precedenti uomini di montagna che diedero quel nome al fiume della zona. Nel 1820, i cacciatori di pellicce franco-canadesi impostarono diverse trappole nelle vicinanze. Potendo ammirare la valle dal nucleo originario della futura città, scelsero l'attuale Boise come punto di riferimento distinto ed essendo una zona dominata da pioppi ed abbastanza florida, la definirono la rivière boisée ovvero la riviera boschiva. In seguito, per contrazione, sarebbe rimasto unicamente "Boise".
La zona era chiamata Boise molto prima della creazione di Fort Boise dal governo federale. L'originale Fort Boise era più di 64 kilometri a ovest, nei pressi di Parma, Idaho, lungo il fiume Boise vicino alla sua confluenza con il fiume Snake al confine con l'Oregon. Questa difesa del settore privato è stato costruito dalla Hudson Bay Company nel 1830. È stato abbandonato nel 1850, ma i massacri lungo l'Oregon Trail ha spinto l'esercito americano per ristabilire un forte nella zona nel 1863 durante la guerra civile americana. La nuova sede è stata scelta perché era vicino all'intersezione della Oregon Trail con una strada principale che collega il bacino di Boise (Idaho City) e le Owyhee (Silver City) aree minerarie, entrambi i quali erano in pieno boom.
Durante la metà degli anni 1860, Idaho City era la più grande città nel nord-ovest, e come area di sosta, Fort Boise è cresciuta rapidamente; Boise è stato accolto come una città nel 1863. La prima capitale del Territorio dell'Idaho era Lewiston nel centro nord dell'Idaho, che nel 1863 è stata la più grande comunità, superando le popolazioni di Olympia e Seattle, Washington Territorio e Portland, Oregon combinato. Il territorio originale era più grande di Texas. Ma in seguito alla creazione di Montana Territorio, Boise è stato effettuato il capitale territoriale di un dell'Idaho molto ridotto in una controversa decisione che ha capovolto una sentenza del tribunale distrettuale con una maggioranza di un voto alla Corte Suprema territoriale secondo linee geografiche nel 1866.
Progettato da Alfred B. Mullett, gli Stati Uniti Assay Office a 210 Main Street è stato costruito nel 1871 e oggi è un monumento storico nazionale.

## Geografia fisica

### Clima
Boise ha un clima semi-arido (secondo la classificazione climatica Köppen), con quattro stagioni distinte. Boise gode di estati calde e secche con temperature massime che raggiungono i 38 °C, otto giorni in un anno tipico 32 °C in media per 51 giorni. Tuttavia, a causa della siccità, la variazione media della temperatura diurna supera i 17 °C in estate. Gli inverni sono moderatamente freddi, con una media a dicembre di −0,7 °C e i minimi storici intorno ai −18 °C per poche notti all'anno. Le precipitazioni nevose medie sono di 48 centimetri, ma in genere la neve cade per brevi periodi fino a ricoprire strati di 8 centimetri o anche meno. La primavera e l'autunno sono miti. L'autunno è breve; primavera è graduale. Le precipitazioni sono generalmente poco frequenti e leggere, specialmente durante i mesi estivi. Le temperature estreme hanno spaziato da −33 °C, il 16 gennaio 1888, ai 44 °C, di recente, nel 19 luglio 1960; le temperature hanno raggiunto −32 °C e 43 °C, di recente, nel 22 dicembre 1990 e il 1º luglio 2013, rispettivamente.
I tornado sono rari nella zona di Boise. Il primo tornado documentato risale al 9 luglio 1956. L'ultimo tornado ha colpito l'area il 3 agosto 2000. Tutti i tornado sono stati di piccola entità.

## Società

### Evoluzione demografica
Nel 2018 Boise contava una popolazione totale di 228 790 abitanti. Contando anche gli abitanti dell'area metropolitana della città, al 2018, si arriva a 709 845 abitanti totali. Boise ha visto una consistente crescita della popolazione nell'ultimo decennio, il che la porta ad essere la città più popolata del Nord-Ovest americano dopo Seattle nello Stato di Washington e Portland nell'Oregon.

## Infrastrutture e trasporti
La città è servita dall'Aeroporto di Boise, situato a 5 km dal centro città.

## Cultura
Boise conta circa 15 000 individui facenti parte della comunità basca; questo la rende la città con la più grande comunità basca degli Stati Uniti e la più vasta comunità al di fuori dei Paesi Baschi. Il sindaco stesso della città, David H. Bieter, è di origine basca.
Boise è anche un centro di importanza regionale per quanto riguarda la musica jazz e il teatro. Da questa città hanno preso le mosse i componenti del gruppo rock Paul Revere & the Raiders.
La città ospita una serie di importanti musei come : 
- Boise Art Museum
- Idaho Historical Museum
- Basque Museum
- The Cultural Center
- The Discovery Center of Idaho

Diverse compagnie teatrali operano nella città, come l'Idaho Shakespeare Festival, il Boise Little Theatre e il Boise Contemporary Theatre.

## Economia
La Micron Technology è stata fondata a Boise e vi è un grosso complesso di fabbriche per la produzione di circuiti a semiconduttore.
Qui risiede il centro ricerca Hewlett-Packard IPG più grosso, che si occupa di studiare e progettare i nuovi modelli di stampanti di HP. È anche il più grosso training center di HP, dove si fanno studi sui materiali e prodotti.

## Sport
Boise è stata la sede degli Idaho Stampede, franchigia della NBA D-League.